# Blue Friend
Blue Friend (яп. ブルーフレンド буру: фурэндо) — японская манга в жанре эсу, нарисованная мангакой Эбан Фуми, выпускающаяся компанией Shueisha в ежемесячном журнале Ribon с мая 2010 по ноябрь 2011 года. Издана в трёх томах.

## Сюжет
Манга состоит из двух разных историй. Первая история, в первых двух томах, посвящена отношениям Аюми Курихары и Мисудзу Цукисимы, вторая же история, в третьем томе, посвящена отношениям Канако Симидзу и Камэи Аой.

## Персонажи
- Аюми Курихара (яп. 栗原歩) — главная героиня первой истории. Ученица 2 года средней школы. Состоит в футбольном клубе. Перейдя в другой класс впервые встретилась с Мисудзу, с которой начала постепенно сближаться.
- Мисудзу Цукисима (яп. 月島 美鈴) — главная героиня первой истории и одноклассница Аюми. Скрытая и замкнутая в себе девушка, ненавидящая парней. После встречи с Аюми начала постепенно сближаться с ней, пока не привязалась к ней.
- Канако Симидзу (яп. 清水可菜子) — главная героиня второй истории. Ученица первого года средней школы.
- Камэи Аой (яп. 亀井青) — главная героиня второй истории и одноклассница Канако.